# Rodrigo Ābols
Rodrigo Ābols (* 5. Januar 1996 in Riga) ist ein lettischer Eishockeyspieler, der seit Juni 2024 bei den Philadelphia Flyers aus der National Hockey League (NHL) unter Vertrag steht und parallel für deren Farmteam, die Lehigh Valley Phantoms, in der American Hockey League (AHL) auf der Position des Centers spielt. Zuvor absolvierte Ābols unter anderem über 300 Spiele für den Örebro HK und Rögle BK in der Svenska Hockeyligan (SHL). Sein Vater Artis Ābols war ebenfalls professioneller Eishockeyspieler.

## Karriere
Rodrigo Ābols begann seine Karriere beim SK Riga, bei dem er im Alter von 16 Jahren in der lettischen Eishockeyliga debütierte. Im Sommer 2013 wechselte der Stürmer zum HK Riga in die Molodjoschnaja Chokkeinaja Liga (MHL), spielte aber auch für Dinamo Riga, das ihn beim KHL  Junior Draft 2015 in der fünften Runde als insgesamt 143. Akteur ausgewählt hatte, in der lettischen Liga. Am Ende der Saison 2014/15 wurde er in das All-Star Team der Molodjoschnaja Chokkeinaja Liga gewählt. Nachdem er im Sommer 2015 beim CHL Import Draft von den Portland Winterhawks in der ersten Runde an insgesamt 50. Position gezogen worden war, wechselte er in die kanadische Juniorenliga Western Hockey League (WHL). Beim NHL Entry Draft 2016 wurde der Lette von den Vancouver Canucks aus der National Hockey League (NHL) in der siebten Runde an insgesamt 184. Stelle gedraftet, ging aber zunächst in die Ligue de hockey junior majeur du Québec (LHJMQ) zu den Titan d’Acadie-Bathurst.
Nach zwei Jahren in Nordamerika kehrte Ābols zur Spielzeit 2017/18 nach Europa zurück und schloss sich dem Örebro HK aus der Svenska Hockeyligan (SHL) an. Im Saisonverlauf wurde er aber auch bei BIK Karlskoga in der zweitklassigen HockeyAllsvenskan eingesetzt. Im Sommer 2019 nach zwei Spieljahren im schwedischen Eishockey-Oberhaus unterzeichnete der Angreifer erneut einen Vertrag in Nordamerika. Dort hatten sich die Florida Panthers aus der NHL die Dienste des Free Agents gesichert. Die Saison 2019/20 verbrachte Ābols allerdings bei deren Farmteams, den Springfield Thunderbirds in der American Hockey League (AHL) sowie Greenville Swamp Rabbits in der ECHL. Anschließend zog es ihn erneut nach Örebro, wo er im Verlauf der Spielzeit 2021/22 die beste Plus/Minus-Bilanz der SHL-Hauptrunde erreichte und als Mannschaftskapitän fungierte. Zur Saison 2023/24 schloss er sich dem Ligakonkurrenten Rögle BK an, mit dem er im Frühjahr 2024 schwedischer Vizemeister wurde.
Nach diesem Erfolg wagte Ābols den erneuten Sprung auf den nordamerikanischen Kontinent, wo er im Juni 2024 einen Vertrag bei den Philadelphia Flyers aus der NHL erhielt. Dort wurde er zum Saisonbeginn bei deren AHL-Kooperationspartner Lehigh Valley Phantoms in der AHL eingesetzt, ehe er im Januar 2025 sein Debüt in der NHL feierte.

### International
Im Nachwuchsbereich spielte Ābols für Lettland international erstmals beim Europäischen Olympischen Winter-Jugendfestival 2013 im rumänischen Brașov. Anschließend nahm er an der U18-Weltmeisterschaft der Division IA 2014, als der Aufstieg in die Top-Division gelang, teil und spielte bei den U20-Weltmeisterschaften der Division IA der Jahre 2014, 2015 und 2016 in der lettischen U20-Eishockeynationalmannschaft. Bei den Titelkämpfen 2016 trug er als drittbester Torschütze nach dem Kasachen Älichan Ässetow und dem Norweger Henrik Knold maßgeblich zum Aufstieg in die Top-Division bei.
Im Erwachsenenbereich spielte er für Lettland erstmals bei der Weltmeisterschaft 2015. Anschließend nahm der Stürmer an den Weltmeisterschaften der Jahre 2016, 2018, 2019, 2021, 2022, 2023, als die Letten mit Bronze erstmals eine Medaille gewannen, 2024 und 2025 teil. Zudem vertrat er sein Heimatland bei den Qualifikationsturnieren für die Olympischen Winterspiele in Pyeongchang 2018, Peking 2022 und Mailand 2026 sowie den Spielen in Peking 2022 selbst.

## Erfolge und Auszeichnungen
- 2015 All-Star Team der Molodjoschnaja Chokkeinaja Liga
- 2022 Beste Plus/Minus-Bilanz der SHL-Hauptrunde
- 2024 Schwedischer Vizemeister mit dem Rögle BK

### International
- 2014 Aufstieg in die Top-Division bei der U18-Junioren-Weltmeisterschaft der Division IA
- 2016 Aufstieg in die Top-Division bei der U20-Junioren-Weltmeisterschaft der Division IA
- 2023 Bronzemedaille bei der Weltmeisterschaft

## Karrierestatistik
Stand: Ende der Saison 2024/25

### International
Vertrat Lettland bei:
| - Europäisches Olympisches Winter-Jugendfestival 2013 - U20-Junioren-Weltmeisterschaft der Division IA 2014 - U18-Junioren-Weltmeisterschaft der Division IA 2014 - U20-Junioren-Weltmeisterschaft der Division IA 2015 - Weltmeisterschaft 2015 - U20-Junioren-Weltmeisterschaft der Division IA 2016 - Weltmeisterschaft 2016 - Qualifikationsturnier für die Olympischen Winterspiele 2018 - Weltmeisterschaft 2018 | - Weltmeisterschaft 2019 - Weltmeisterschaft 2021 - Qualifikationsturnier für die Olympischen Winterspiele 2022 - Olympischen Winterspielen 2022 - Weltmeisterschaft 2022 - Weltmeisterschaft 2023 - Weltmeisterschaft 2024 - Qualifikationsturnier für die Olympischen Winterspiele 2026 - Weltmeisterschaft 2025 |

(Legende zur Spielerstatistik: Sp oder GP = absolvierte Spiele; T oder G = erzielte Tore; V oder A = erzielte Assists; Pkt oder Pts = erzielte Scorerpunkte; SM oder PIM = erhaltene Strafminuten; +/− = Plus/Minus-Bilanz; PP = erzielte Überzahltore; SH = erzielte Unterzahltore; GW = erzielte Siegtore; 1 Play-downs/Relegation; Kursiv: Statistik nicht vollständig)